# Atlantic Airways
Atlantic Airways è la compagnia di bandiera delle Isole Fær Øer, che effettua trasferimenti interni con elicotteri e voli internazionali dalla base di armamento situato nell'aeroporto dell'isola di Vágar.

## Storia
Atlantic Airways A.S. è stata fondata nel 1987,  inizialmente con una compartecipazione tra il governo dell'arcipelago (51%) e la compagnia aerea danese Cimber Air Service (49%). Per fornire una base stabile, il governo locale fece costruire un hangar nell'aeroporto di Vágar e acquistò le quote Cimber Air nel 1989.
Il primo volo fu effettuato il 28 marzo 1988 da Vágar a Copenaghen con un quadrigetto BAe 146. Dopo un periodo di crisi dovuto alla depressione economica dei primi anni '90, dal 1995, con l'apertura di due nuove rotte per Reykjavík in Islanda e per Narsarsuaq in Groenlandia, in cooperazione con Air Iceland, la società ha risollevò la situazione finanziaria favorendo anche un dovuto sviluppo turistico per le Isole Faroe. Successivamente furono inaugurate nuove rotte per Billund in Danimarca e per Aberdeen in Scozia.
L'aumento delle destinazioni e del numero di passeggeri favorirono l'acquisto di un secondo BAe 146 che permise l'aggiunta dei voli per Londra-Stansted e per Oslo. Inoltre l'aumento della richiesta portò ad aggiungere altre rotte: Aalborg, Stavanger, Stord e Edimburgo. Dall'estate del 2006 Edimburgo fu sostituita da uno scalo nelle Isole Shetland: Atlantic Airways ebbe l'onore del primo collegamento diretto tra le isole scozzesi e Londra, mantenuto fino al 2008.
Negli anni successivi l'aumento del traffico (anche di tipo turistico) ha consentito di compiere un ulteriore passo in avanti con l'adozione dei moderni bireattori Airbus A.320.Atlantic Airways espleta anche servizi interni con elicotteri, permettendo così un collegamento diretto tra le isole altrimenti possibile via mare.

## Programma fedeltà

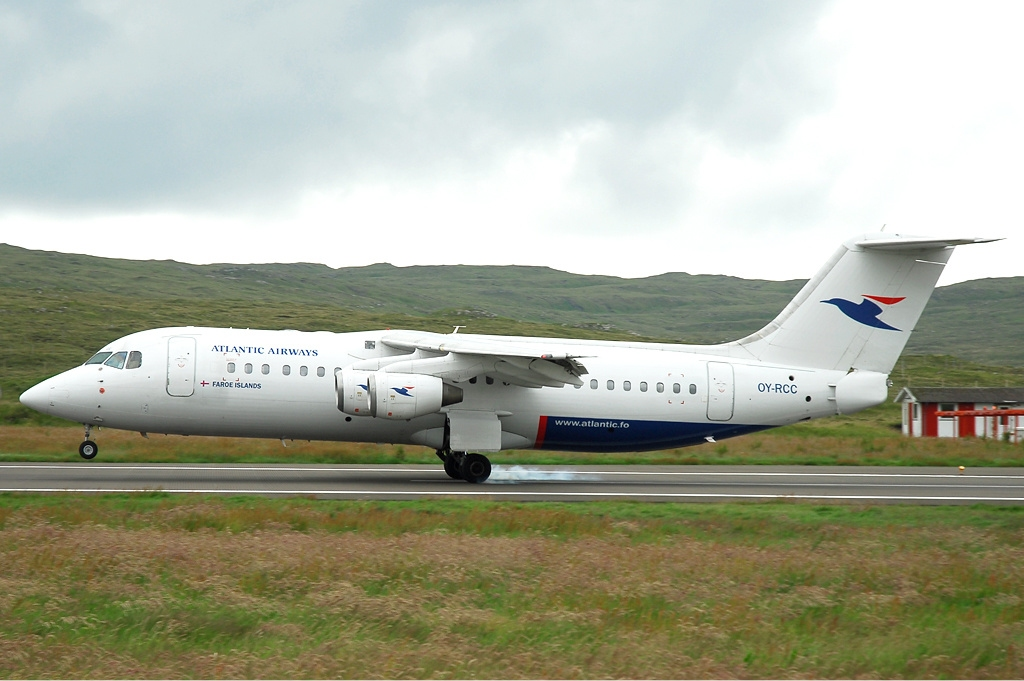
Un BAe Avro RJ100 nei primi colori sociali

EuroBonus è il programma fedeltà di Atlantic Airways, che premia i passeggeri più affezionati attribuendo un numero di miglia per ogni viaggio effettuato con la stessa compagnia e con il gruppo SAS.

## Flotta

### Flotta attuale

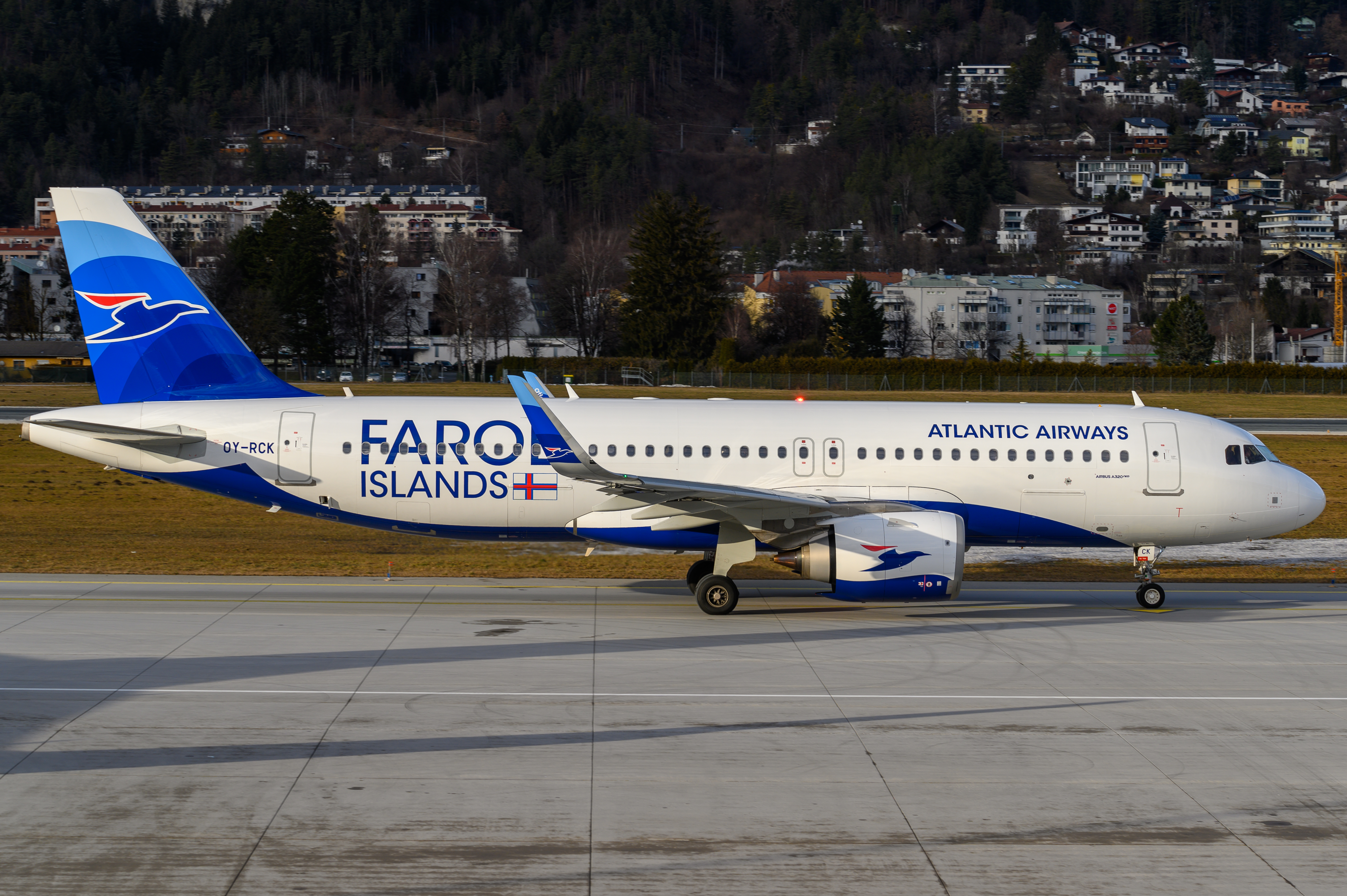
Un Airbus A320neo.

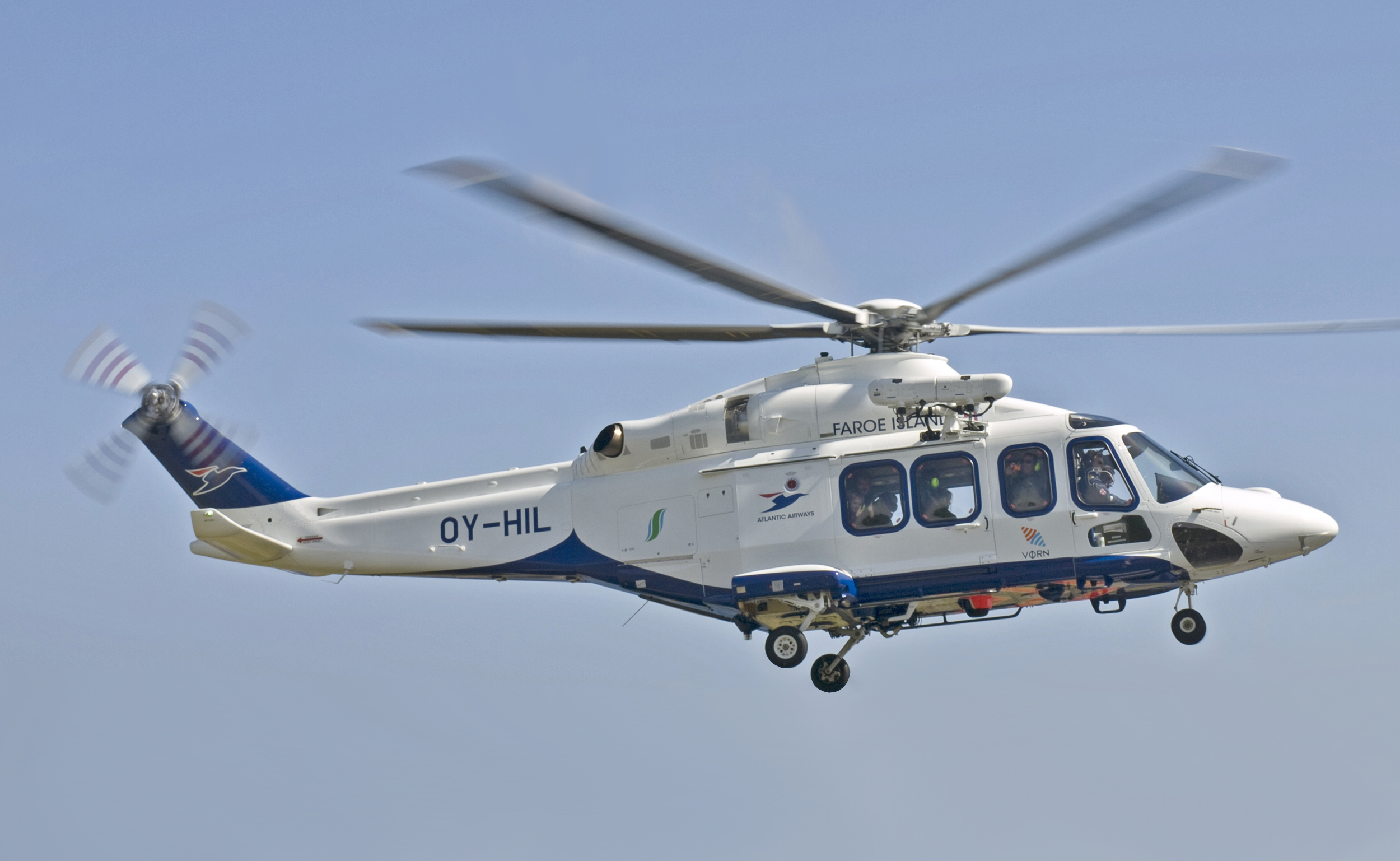
Un Agusta-Westland AW139.

A settembre 2024 la flotta di Atlantic Airways risultava così composta:

### Flotta storica
Nel corso degli anni, Atlantic Airways ha operato con i seguenti aeromobili: